# St. Michael (Rohrborn)

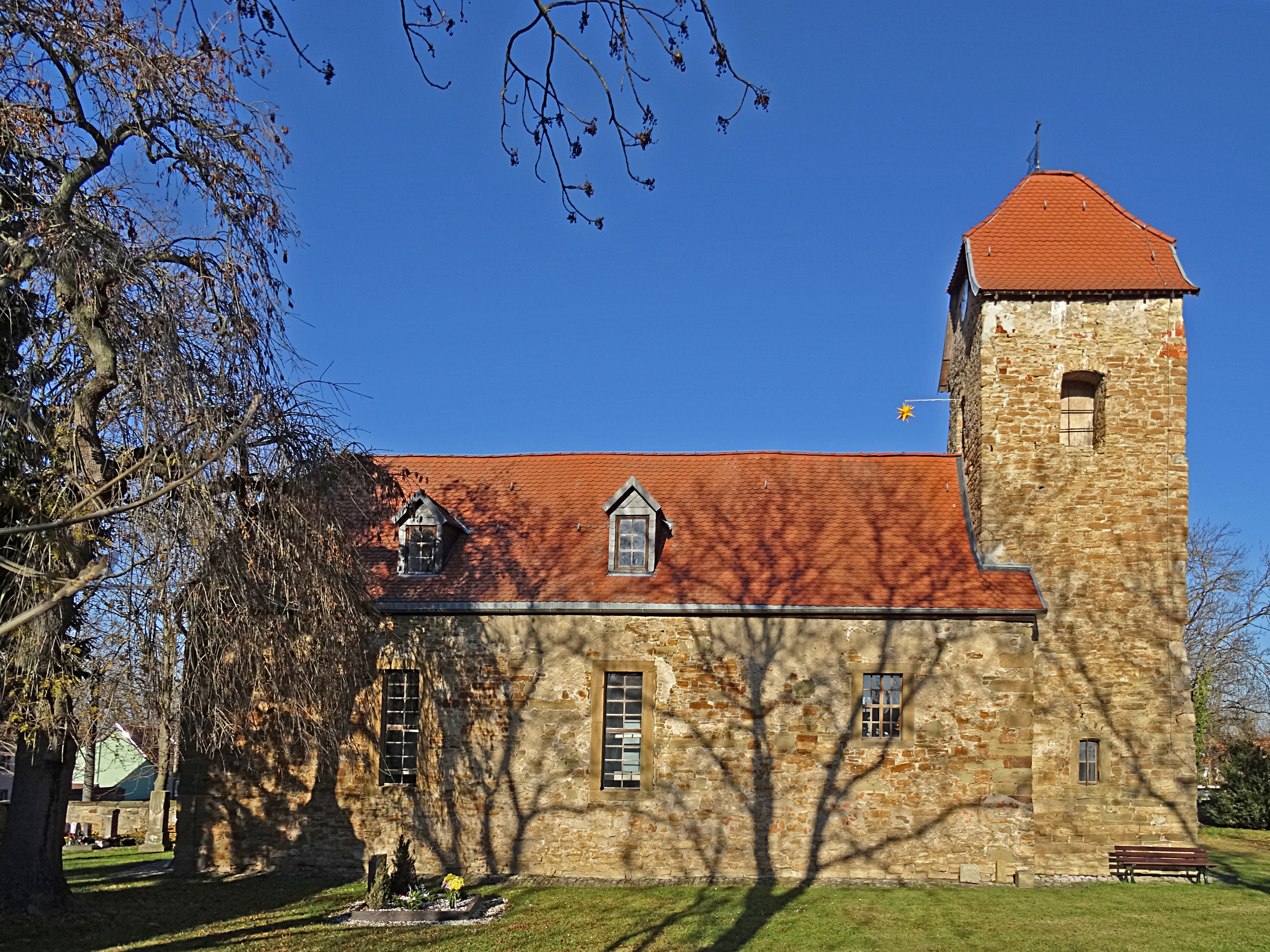
St. Michael-Kirche in Rohrborn

Die heute evangelische Kirche St. Michael steht im Ortsteil Rohrborn der Stadt Sömmerda im Landkreis Sömmerda in Thüringen. Sie gehört zum Pfarrbereich Sömmerda im Kirchenkreis Eisleben-Sömmerda der Evangelischen Kirche in Mitteldeutschland.

## Geschichte
Die einschiffige romanische Dorfkirche besitzt einen romanischen wuchtigen mit einem Krüppelwalmdach gedeckten Kirchturm aus dem 13. Jahrhundert. Die Bronzeglocke stammt aus dem Jahr 1621.
Das Kirchenschiff besteht seit dem 17. Jahrhundert. Es wurde umgebaut. Ein Schmuckbestandteil der Kirche ist der hölzerne Altar mit Schnitzfiguren von Moses und Jesus. Der kelchförmige Taufstein ist aus dem Jahre 1600.
Die Orgel, ursprünglich aus der Laurentiuskirche in Maua bei Jena, wurde 1867 in die Kirche eingebaut. Das Werk hat 12 Register auf einem Manual und Pedal.